# إدوارد لينغ
إدوارد لينغ (بالإنجليزية: Edward Ling)‏ هو لاعب رماية بريطاني، ولد في 7 مارس 1983 في تونتون (المملكة المتحدة) في المملكة المتحدة.

## وصلات خارجية
- إدوارد لينغ على موقع الاتحاد الدولي (الإنجليزية)
- إدوارد لينغ على موقع أوليمبيديا (الإنجليزية)
- إدوارد لينغ على موقع اللجنة الأولمبية البريطانية (الإنجليزية)
- إدوارد لينغ على موقع اتحاد ألعاب الكومنولث (مؤرشف) (الإنجليزية)
- إدوارد لينغ على موقع دورة ألعاب الكومنولث 2006 (مؤرشف) (الإنجليزية)